# Berźniki (gromada)
Berźniki – dawna gromada, czyli najmniejsza jednostka podziału terytorialnego Polskiej Rzeczypospolitej Ludowej w latach 1954–1972.
Gromady, z gromadzkimi radami narodowymi (GRN) jako organami władzy najniższego stopnia na wsi, funkcjonowały od reformy reorganizującej administrację wiejską przeprowadzonej jesienią 1954 do momentu ich zniesienia z dniem 1 stycznia 1973, tym samym wypierając organizację gminną w latach 1954–1972.
Gromadę Berźniki z siedzibą GRN w Berźnikach utworzono – jako jedną z 8759 gromad – w powiecie suwalskim w woj. białostockim, na mocy uchwały nr 23/V WRN w Białymstoku z dnia 4 października 1954. W skład jednostki weszły obszary dotychczasowych gromad Berźniki, Berźniki Folwark, Dubowo, Krejwińce, Markiszki, Podlaski, Półkoty i Wigrańce oraz obszar jednego gospodarswa o powierzchni 3,25 ha obejmujący połowę parceli nr 53 z dotychczasowej gromady Berżałowce ze zniesionej gminy Berźniki w tymże powiecie. Dla gromady ustalono 10 członków gromadzkiej rady narodowej.
1 stycznia 1956 roku gromadę włączono do reaktywowanego powiatu sejneńskiego.
1 stycznia 1969 do gromady Berźniki przyłączono wsie Bosse i Berżałowce ze znoszonej gromady Świackie.
1 stycznia 1972 do gromady Berźniki przyłączono wsie Dworczysko, Hołny Majera, Hołny Wolmera, Ogrodniki i Rachelany ze zniesionej gromady Ogrodniki.
Gromada przetrwała do końca 1972 roku, czyli do kolejnej reformy gminnej. Z dniem 1 stycznia 1973 roku reaktywowano gminę Berżniki (do 1954 jako gmina Berźniki).